# Pomoc Kościołowi w Potrzebie
Papieskie stowarzyszenie Pomoc Kościołowi w Potrzebie (PKWP) – międzynarodowa organizacja pozarządowa związana z Kościołem katolickim powstała w 1947 r., z siedzibą główną w Königstein im Taunus w Niemczech oraz 23 oddziałami krajowymi, w tym w Polsce. Założył ją Werenfried van Straaten pomaganie cierpiącemu, ubogiemu, prześladowanemu Kościołowi uczynił celem swego życia. Swoimi odważnymi działaniami przynosił ulgę wszędzie tam, gdzie, jak mawiał: „Bóg płacze krwawymi łzami w prześladowanych braciach i siostrach”. Jego dzieło urosło do rozmiarów międzynarodowej organizacji charytatywnej ufundowanej na prawie papieskim, która wspiera chrześcijan tam, gdzie są prześladowani, uciskani lub w potrzebie duszpasterskiej, a także podejmuje wysiłki upowszechniania wiedzy ten temat przez liczne publikacje, przede wszystkim raport o wolności religijnej na świecie i raport o chrześcijanach prześladowanych za wiarę, a także programy telewizyjne, w tym emisję „Tam, gdzie Bóg płacze”. PKWP kieruje się zasadą „informacja, modlitwa i działanie”. PKWP każdego roku odpowiada na ponad 6000 próśb o pomoc od biskupów i przełożonych zakonnych w około 150 krajach wyłącznie dzięki środkom pochodzącym z darowizn, ponieważ nie otrzymuje dofinansowania ze środków publicznych,

## Historia

### Początki: pojednanie i solidarność
Papieskie Stowarzyszenie Pomocy Kościołowi w Potrzebie zrodziło się z potrzeby pojednania i solidarności. Ojciec Werenfried van Straaten, holenderski norbertanin, podjął dzieło pojednania i niesienia humanitarnej pomocy egzystencjalnej Niemcom po II Wojnie Światowej. W nocy 7 grudnia 1947 r. napisał artykuł świąteczny pod tytułem „Nie było miejsca w gospodzie”, w którym nawoływał Belgów do udzielania pomocy pokonanym okupantom i do pojednania z nimi. Zaczął od organizowania żywności i odzieży oraz opieki duszpasterskiej dla milionów niemieckich przesiedleńców. Jego bezkompromisowe zaangażowanie wzbudziło ogromne echo. Ludzie pomagali chętnie, chociaż sami byli wyniszczeni wojną. Aby przyjść z pomocą dawnym wrogom przynosili dary w naturze: ubrania i produkty żywnościowe, a szczególnie słoninę. Wkrótce ojciec Werenfried stał się znany jako „Ojciec Słonina”. Aby dotrzeć z Ewangelią do potrzebujących o. Werenfried rozpoczął akcję „Pojazd dla Boga”, dzięki której wiele mobilnych kaplic, urządzonych w używanych autobusach i ciężarówkach, ruszyło w świat. W 1953 r. powołał również do istnienia Międzynarodowy Zakon Budowniczych, aby pomagać w odbudowie zniszczonych przez wojnę domów.

### Pomoc Księżom na Wschodzie (Ostpriesterhilfe)
Po znacznym złagodzeniu losu wypędzonych w nowo założonej Republice Federalnej Niemiec jego troską stał się prześladowany Kościół w zdominowanej przez komunistów Europie Wschodniej. W latach 50. XX wieku rozpoczęła się zimna wojna, o. Werenfried podjął zatem kampanię charytatywną mającą na celu wsparcie prześladowanego Kościoła katolickiego w krajach za żelazną kurtyną, zwłaszcza po powstaniu na Węgrzech w 1956 r. Troska o narody zniewolone przez dyktaturę sowiecką miała duże znaczenie dla Kościoła w Polsce. Po spotkaniu o. Werenfrieda i Stefana Kardynała Wyszyńskiego, do którego doszło w 1957 r., siostry, kapłani i świeccy prześladowani przez reżim socjalistyczny otrzymali niezbędną pomoc. W późniejszym okresie pomoc objęła również budowę kościołów i sal katechetycznych wraz z wyposażeniem, kościelnych drukarni i mediów oraz stypendia. Zainspirowany osobistą prośbą św. Jana Pawła II o podjęcie trudu na rzecz pojednania ekumenicznego z Kościołem prawosławnym, po upadku reżimu sowieckiego o. Werenfried podjął działania pomocowe na rzecz dialogu ekumenicznego.

### Kościół w Potrzebie (Kirche in Not)
Założona przez o. Werenfrieda organizacja charytatywna szybko poszerzyła horyzonty wsparcia. Już w latach 60., ze względu na ponawiane prośby, zaczęła udzielać pomocy Kościołowi w Azji, Ameryce Łacińskiej oraz Afryce i na Bliskim Wschodzie. Tak powstała międzynarodowa organizacja „Kirche in Not”, czyli dzisiejsza Pomoc Kościołowi w Potrzebie.

## Papieskie Stowarzyszenie Pomoc Kościołowi w Potrzebie (PKWP)
Dzisiaj Papieskie Stowarzyszenie Pomocy Kościołowi w Potrzebie (Pontifical Foundation Aid to the Church in Need) ma na całym świecie ok. miliona przyjaciół i darczyńców, za pomocą których realizuje swoją misję, gdyż nie otrzymuje dofinansowania ze środków publicznych. Dzięki środkom pochodzącym z darowizn PKWP odpowiada na ponad 6000 próśb o pomoc od biskupów i przełożonych zakonnych w około 150 krajach, działając zgodnie z zasadą „informacja, modlitwa i działanie". PKWP pomaga w następujących projektach:
- pomoc Kościołowi prześladowanemu (np. „Dzień solidarności z Kościołem prześladowanym”, „Noc świadków”, „Czerwony tydzień”, „Wolni-Niewolni”)
- budowa kościołów i infrastruktury kościelnej (np. „Razem wybudujmy kościół”)
- formacja kapłanów i osób konsekrowanych
- działalność duszpasterska, ewangelizacyjna i misyjna (np. „Pomogę, bo mogę”, „Szkoła marzeń”, „Puchar świata ‘IM’”)
- media i literatura religijna (Biblia dla dzieci, Katechizm, YouCat, „Nasza droga do Boga”)
- pomoc w utrzymaniu kapłanów przez stypendia mszalne
- pomoc egzystencjalna dla żeńskich zgromadzeń zakonnych (np. „Cicha i wierna obecność”)
- środki transportu na potrzeby misji („Samochód dla sióstr”, „Łódź-kaplica”).

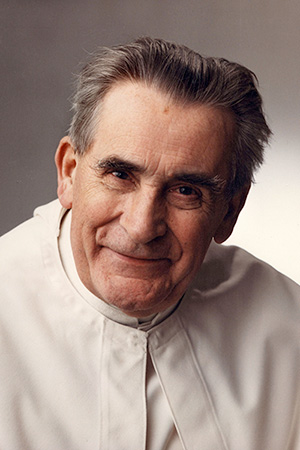
Ojciec Werenfried van Straaten, OPraem, Założyciel Papieskiego Stowarzyszenia „Pomoc Kościołowi w Potrzebie”

### Pomoc Kościołowi prześladowanemu na świecie
Podstawowym celem PKWP jest szeroko pojęta pomoc prześladowanemu Kościołowi w świecie. 300 mln chrześcijan mieszka na obszarach, gdzie trwają prześladowania, a co siódmy, ze wszystkich na świecie, był świadkiem naruszenia wolności religijnej. W ok. 50 krajach chrześcijanie są prześladowani i żyją w śmiertelnym zagrożeniu, zaś w ok. 70 krajach na świecie ciepią z powodu ograniczeń wyznawania wiary i zmuszania do jej porzucenia oraz są dyskryminowani w życiu społecznym. PKWP przychodzi im z pomocą materialną i duszpasterską. Wsparcie, działania dyplomatyczne, jak również orędownictwo PKWP na rzecz pokoju ocaliły obecność chrześcijan na ziemiach rdzennie do nich należących, które są kolebką wiary chrześcijańskiej na Bliskim Wschodzie. W czasie pogromu chrześcijan, PKWP pospieszyła na ratunek dotkniętemu wojną i prześladowaniem Kościołowi szczególnie w Iraku i w Syrii. Program PKWP „Niniwa Chrześcijan”-„Powrót do korzeni” (Plan Marshalla dla doliny Niniwy) uzyskał międzynarodowe wsparcie finansowe i umożliwił odbudowę domów prywatnych oraz infrastruktury Kościoła w Iraku. Dzięki tej inicjatywie blisko połowa wysiedlonych rodzin chrześcijańskich mogła powrócić do swoich mieszkań. Podobnie w Syrii, działalność charytatywna i ekumeniczna PKWP dzięki realizacji programów: „Mleko dla Aleppo”, „Tornister dla Aleppo”, „Świece dla pokoju w Syrii”, „Różaniec pokoju”, „Pocieszajcie mój lud” i „Peregrynacji ikony Matki Bożej Bolesnej, Pocieszycielki Syryjczyków” pomogła chrześcijanom przetrwać najgorsze i zachować nadzieję. PKWP prowadzi także stały program wsparcia chrześcijan w Izraelu i Autonomii Palestyńskiej „S.O.S. dla Ziemi Świętej”.
Ze względu na swoją misję PKWP bada i analizuje stan wolności religijnej i w cyklu dwuletnim wydaje „Raport o wolności religijnej na świecie”, który swoim zakresem obejmuje wszystkie kraje oraz wyznania i jest jedynym niezależnym od struktur państwowych raportem tego typu. PKWP szczególnie monitoruje sytuację chrześcijan w tym zakresie, skupiając się na występowaniu dyskryminacji i prześladowania, o czym informuje w raporcie „Prześladowani i zapomniani” („Persecuted and Forgotten?”), wydawanym naprzemiennie z raportem o wolności religijnej. PKWP wspiera też produkcję programu telewizyjnego pt. „Tam, gdzie Bóg płacze” („Where God Weeps”), który przekazuje informacje o sytuacji Kościoła powszechnego w różnych częściach globu. PKWP informuje wszystkich chrześcijan o losie ich Sióstr i Braci oraz budzi solidarność z potrzebującymi. Cotygodniowy program jest produkowany przez „Katolicką Sieć Radiową i Telewizyjną” (CRTN) i transmitowany przez nadawców katolickich na całym świecie.
Aby wspomagać duszpasterstwo, nową ewangelizację i ugruntowywanie wiary na terenach misyjnych PKWP jest dziś obecna w 23 krajach, w tym od 2006 r. w Polsce. Według Ojca Werenfrieda nie można działać i rozwijać chrześcijańskiej duchowości bez modlitwy. Dlatego PKWP prosi o wsparcie modlitewne i solidarność materialną z chrześcijanami, którzy cierpią i potrzebują pomocy.

### Pomoc Kościołowi w Potrzebie na świecie[46][47]
- Aid to the Church in Need – Blacktown (Australia)
- Kirche in Not – Wiedeń (Austria)
- Kerk in Nood/Aide à l’Eglise en Détresse – Leuven (Belgia)
- Ajuda à Igreja que Sofre – São Paulo (Brazylia)
- Ayuda a la Iglesia que Sufre – Santiago (Chile)
- Aide à l’Eglise en Détresse – Mareil-Marly (Francja)
- Aid to the Church in Need – Manila (Filipiny)
- Ayuda a la Iglesia Necesitada – Madryt (Hiszpania)
- Kerk in Nood – KM’s-Hertogenbosch (Holandia)
- Aid to the Church in Need – Dublin (Irlandia)
- Aide à l’Eglise en Détresse/Aid to the Church in Need – Montreal (Kanada)
- Ayuda a la Iglesia que Sufre – Bogotá (Kolumbia)
- 고통받는 교회돕기 – Seul (Korea)
- Aide à l’Eglise en Détresse] – (Luxembourg)
- Aid to the Church in Need – (Malta)
- Ayuda a la Iglesia Necesitada – San Juan de Dios (Meksyk)
- Kirche in Not – Monachium (Niemcy)
- Pomoc Kościołowi w Potrzebie – Warszawa (Polska)
- Ajuda à Igreja que Sofre – Lizbona (Portugalia)
- Aid to the Church in Need – Brooklyn (Stany Zjednoczone)
- Kirche in Not/Aide à l’Eglise en Détresse – Lucerna (Szwajcaria)
- Aid to the Church in Need – Sutton (Wielka Brytania)
- Aiuto alla Chiesa che Soffre – Rzym (Włochy)